# 공작자리 델타
공작자리 델타(δ Pav)는 공작자리 방향에 있는 항성이다. 겉보기 등급은 +3.56으로 남반구에서 맨눈으로 관측할 수 있다. 히파르코스 위성이 보낸 시차 자료를 이용하여 구한 이 별과 지구 사이 거리는 약 19.92 광년(6.11 파섹)이다. 이처럼 가까운 거리 때문에 델타는 태양계 근처의 항성 들 중 하나이다.

## 관측
분광형은 G8 IV로 준거성에 속한다. 이 별은 상대적으로 가까운 시일 내 수소 융합을 멈출 것이며 적색 거성으로 진화하는 단계에 돌입할 것이다. 그 결과 공작자리 델타는 태양보다 22% 더 밝지만 외포층의 유효 온도는 태양보다 차가워서 5604 K이다. 델타별의 질량은 태양의 99.1%로 태양과 거의 같지만 반지름은 태양의 122%이다. 델타의 대류층은 표면에서부터 항성 반지름의 43.1% 깊이까지 형성되어 있으나 항성 전체의 질량 중 차지하는 비율은 4.8%에 불과하다.
공작자리 델타를 분광기를 이용하여 연구한 결과 헬륨보다 무거운 원소가 차지하는 비율(금속함량)이 태양보다 컸다. 금속함량은 보통 태양에 비해 항성의 대기 중 수소(화학기호 H)에 대비하여 철(Fe)이 어느 정도 비율로 있는지의 방법으로 표기한다.(철은 수소 및 헬륨보다 무거운 물질들을 대표하는 원소이다.) 델타별의 금속함량은 대략적으로 다음과 같이 표시할 수 있다.
{\displaystyle {\begin{smallmatrix}\left[{\frac {Fe}{H}}\right]\ =\ 0.33\end{smallmatrix}}}
이 표기법은 수소에 대비한 철의 비율을 태양과 비교하여 로그로 표시한 것으로, 위 값은 델타별의 금속함량이 태양의 214% 수준임을 뜻한다. '항성에 무거운 원소들이 얼마나 존재하는가'와 '행성계의 존재' 사이에 상관관계가 있음이 밝혀졌기 때문에 델타별이 행성계를 보유할 확률은 평균보다 훨씬 높다고 할 수 있다.
델타의 나이는 대략 66억 ~ 69억 년이다. 델타는 천천히 자전하고 있는 것으로 보이며 그 속도는 대략 초당 1 킬로미터 수준이다.

## SETI
마가렛 턴불과 질 타터는 공작자리 델타를 지구에서 가까운 G형 항성 100개 중 '최고의 SETI 탐사 대상'으로 선정했다. 델타는 금속함량이 높으나 자기장 활동이 최소 수준이고, 자전 속도가 느리며 운동학적으로 우리은하 내 얇은 원반 종족에 들어간다. 델타별의 거주가능영역 근처를 돌거나 혹은 관통하는 가스 행성은 거주가능영역 내를 도는 암석 행성들의 궤도를 불안정하게 만들 수 있다. 시선속도의 변화가 감지되지 않는 것으로 보아 공작자리 델타를 도는 가스 행성은 없는 것 같다. 다만 인공적인 전파원이 관측된 바는 없다. 태양과 비슷한 측광적 특질을 보이는 델타는 쌍성이나 다중성계가 아닌 항성들 중 지구에서 가장 가까운 유사태양이다.